# Aphyle cuneata
Aphyle cuneata är en fjärilsart som beskrevs av George Francis Hampson 1905. Aphyle cuneata ingår i släktet Aphyle och familjen björnspinnare. Inga underarter finns listade i Catalogue of Life.